# Stencil buffer

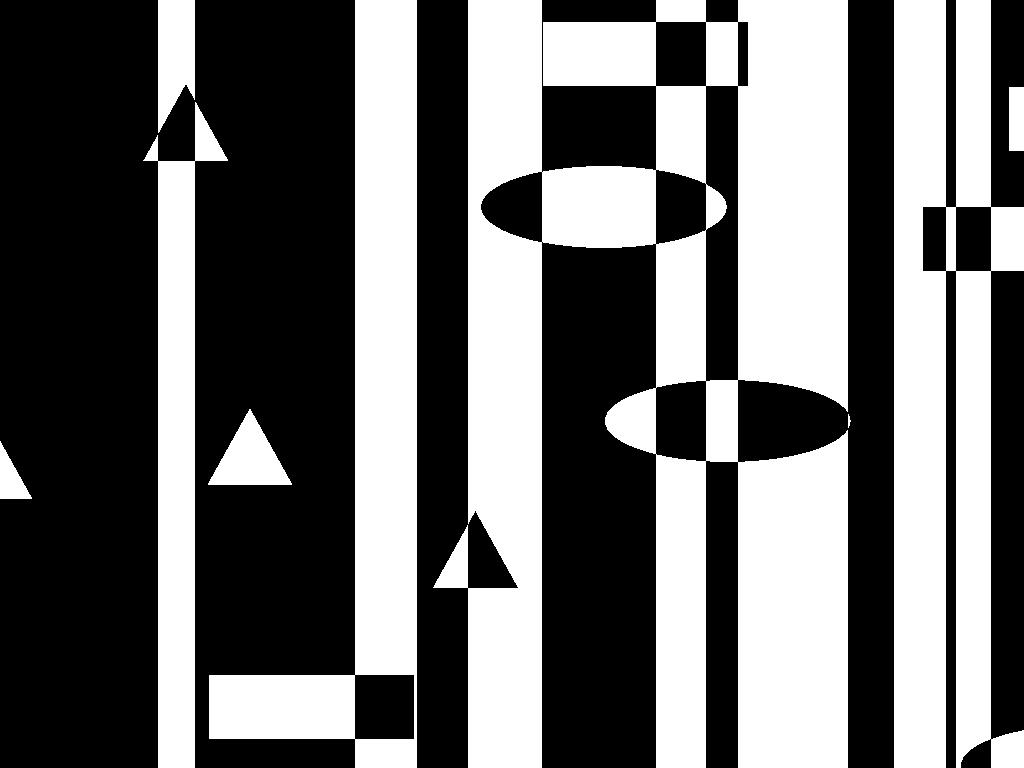
A képen a fekete és fehér csíkok képviselik sorrendben a sablonpuffer 0 és 1 állapotát. Az alakzatok ezután a sablonpuffer értékének invertálásával kerülnek kirajzolásra: ha a puffer értéke a pixelnél 0 (fekete), a szín 1 (fehér) lesz, és fordítva.

A stencil buffer (magyarul sablonpuffer) a modern számítógépes grafikai-hardveren alapuló extra puffer (vagyis tárolóegység), amely egyben a color buffer (magyarul színpuffer vagy pixelbuffer) és a depth buffer (mélységi puffer) is. A mélységi puffer és a sablonpuffer gyakran ugyanazt a területet osztják meg a RAM-ban.
A TNT 2 nevű videókártya óta a legtöbb videókártya támogat 32 és 24 bit-es Z-buffer-t is (kivéve a Voodoo 3 nevű). Utóbbi esetben a felszabaduló pixelenkénti 8 bitet a sablonpuffer foglalja el, amelybe 3D-s alkalmazások tetszés szerinti információkat menthetnek el. Az egyik lehetséges alkalmazás a vetett árnyékok megjelenítéséhez használja ezt a lehetőséget, mint például a Doom 3, a Star Wars Galaxies vagy a Blade című videójátékok.

## Külső hivatkozások
- Sablon puffer tutorial (angolul)